# Luehea fiebrigii
Luehea fiebrigii är en malvaväxtart som beskrevs av Karl Ewald Maximilian Burret. Luehea fiebrigii ingår i släktet Luehea och familjen malvaväxter. Inga underarter finns listade i Catalogue of Life.